# Borówkowa
Borówkowa (900 m n.p.m., niem. Heidelkoppe, Heidelberg, czes. Borůvková) – szczyt na granicy polsko-czeskiej w Górach Złotych (Sudety Wschodnie) wznoszący się ponad Przełęczą Lądecką, z którego roztacza się szeroka panorama na ziemię kłodzką po polskiej stronie, a po czeskiej na Morawy i Śląsk. Poprzez wąski pas państwa czeskiego na rozległe obszary Pogórza Sudeckiego na obszarze Polski w tym Paczków, Otmuchów, Kamieniec Ząbkowicki.
Po 1945 r., a przed ustaleniem obecnej polskiej nazwy, szczyt nazywany był również Wrzesiec, Wrzosiec lub Wrzosówka. Nazwa ta pozostała ostatecznie jednak przy wsi Wrzosówka leżącej na jej stoku.

## Geografia
Jest jednym z najwyższych szczytów pasma Gór Złotych i najwyższym punktem gminy Lądek-Zdrój. Wznosi się pomiędzy Przełęczą Lądecką znajdującą się na południu i przełęczą Różaniec od północy i jest najwyższym szczytem w tej części pasma biegnącego południkowo. Jest też zwornikiem dla dwóch bocznych odgałęzień Gór Złotych, które przebiegają poprzecznie w stosunku do pasma głównego. Szczyt Borówkowej flankuje od północnego zachodu Krowia Góra Wielka, zaś od południowego wschodu wierzchołek z grupą skalną zwaną Białą Skałą (niem. Weisser Stein lub Weissenbrunn) na wysokości 864 m n.p.m. Na południowym stoku wypływa źródło o nazwie Biała Studnia.

## Budowa geologiczna
Góra zbudowana jest z gnejsów należących do metamorfiku Lądka i Śnieżnika.

## Roślinność
Porasta ją dolnoreglowy bór świerkowy domieszkowany bukiem, jodłą i modrzewiem. Na południowych zboczach, poniżej szczytu rozciągają się łąki. Polska, jak również czeska nazwa szczytu wywodzi się od pokrycia najwyższych partii masywu Borówkowej w znacznej części jagodami – głównie borówką brusznicą i borówką czarną.

## Historia
Tereny obejmujące Borówkową i pobliskie wzniesienia stanowiły w średniowieczu pogranicze księstwa nyskiego i hrabstwa kłodzkiego. Północno-wschodnie zbocza w 1420 r. biskup Konrad podarował miastu Paczków i od tej pory zaczęto je nazywać Paczkowskim Lasem. Las na stoku południowo-zachodnim nazwano dla odróżnienia Lasem Lądeckim.

## Turystyka
Szczyt dość wcześnie zdobył popularność turystyczną, głównie dzięki atrakcyjnej panoramie z Białej Skały znajdującej się po czeskiej stronie, z której widok sięgał aż po Paczków, Otmuchów, Nysę, Javorník oraz Śląsk po Górę Świętej Anny. Szczyt zarówno od strony północnej (Przedgórze Paczkowskie), jak i od południowej (Obniżenie Lądka i Stronia) jest dominacyjnym wzniesieniem, od lat przyciągającym turystów. Na znaczne zwiększenie ruchu turystycznego w tym rejonie wpłynęło przystąpienie obu krajów do Układu z Schengen i wybudowanie w 2006 r. wieży widokowej.

## Budowle na szczycie Borówkowej
Pierwsze obiekty turystyczne zaczęły powstawać na szczycie w II połowie XIX wieku. W ciągu kilkuset lat stanęło tam schronisko turystyczne oraz cztery wieże widokowe. Współczesna wieża została otwarta po czeskiej stronie granicy w 2006, później wzniesiono inne obiekty służące turystom (m.in. zadaszone wiaty).
Także po czeskiej stronie, od północnego zachodu pod szczytem stoi uszkodzony kamienny krzyż, pozbawiony górnego ramienia. Krzyż nazywany jest potocznie krzyżem pokutnym lub pojednania, na co jednak nie ma dowodów.

## Spotkania opozycyjne w latach 80. XX w.
Położenie szczytu sprzyjało organizowaniu spotkań opozycji lat 80. XX w. Pierwsze takie konspiracyjne spotkanie na Borówkowej odbyło się 21 sierpnia 1987 r. Spotkali się tam działacze Solidarności Polsko-Czechosłowackiej z obu stron granicy. Ze strony polskiej uczestniczyli w nim: Zbigniew Bujak, Zbigniew Janas, Mirosław Jasiński, Jacek Kuroń, Jan Lityński, Józef Pinior, Mieczysław Piotrowski (Ducin) i Danuta Winiarska. Ze strony czeskiej dotarli: Jiří Dienstbier (późniejszy minister spraw zagranicznych Czechosłowacji), Ladislav Lis, Petr Pospíchal, Jaroslav Šabata, Hanka Šabatowa i Petr Uhl. Podobne spotkania odbywały się również w okolicach pobliskiego Karpna, a wśród ich uczestników był m.in. późniejszy prezydent Czech Václav Havel. Głównym organizatorem tych spotkań po polskiej stronie był Warcisław Martynowski z Lądka-Zdroju.
W czerwcu 1988 r. odbyło się spotkanie ponad 20 młodych działaczy z polskich i czechosłowackich ugrupowań opozycyjnych. Kolejne spotkanie na Borówkowej miało miejsce 20 maja 1989 r. Spotkanie 30 września 1990 r. było czwartym i pierwszym legalnym spotkaniem na Borówkowej. Było ono jedną z trzech demonstracji, które odbyły wówczas się na granicy polsko-czeskiej w sprawie otwarcia granic. Na Borówkowej spotkała się wtedy ponad setka osób z Lądka-Zdroju i Javorníka, m.in. władze obu miast, co zaowocowało nawiązaniem partnerstwa między tymi miastami. W 2005 r. postawiono na szczycie tablice upamiętniające wydarzenia z lat 80. XX wieku.

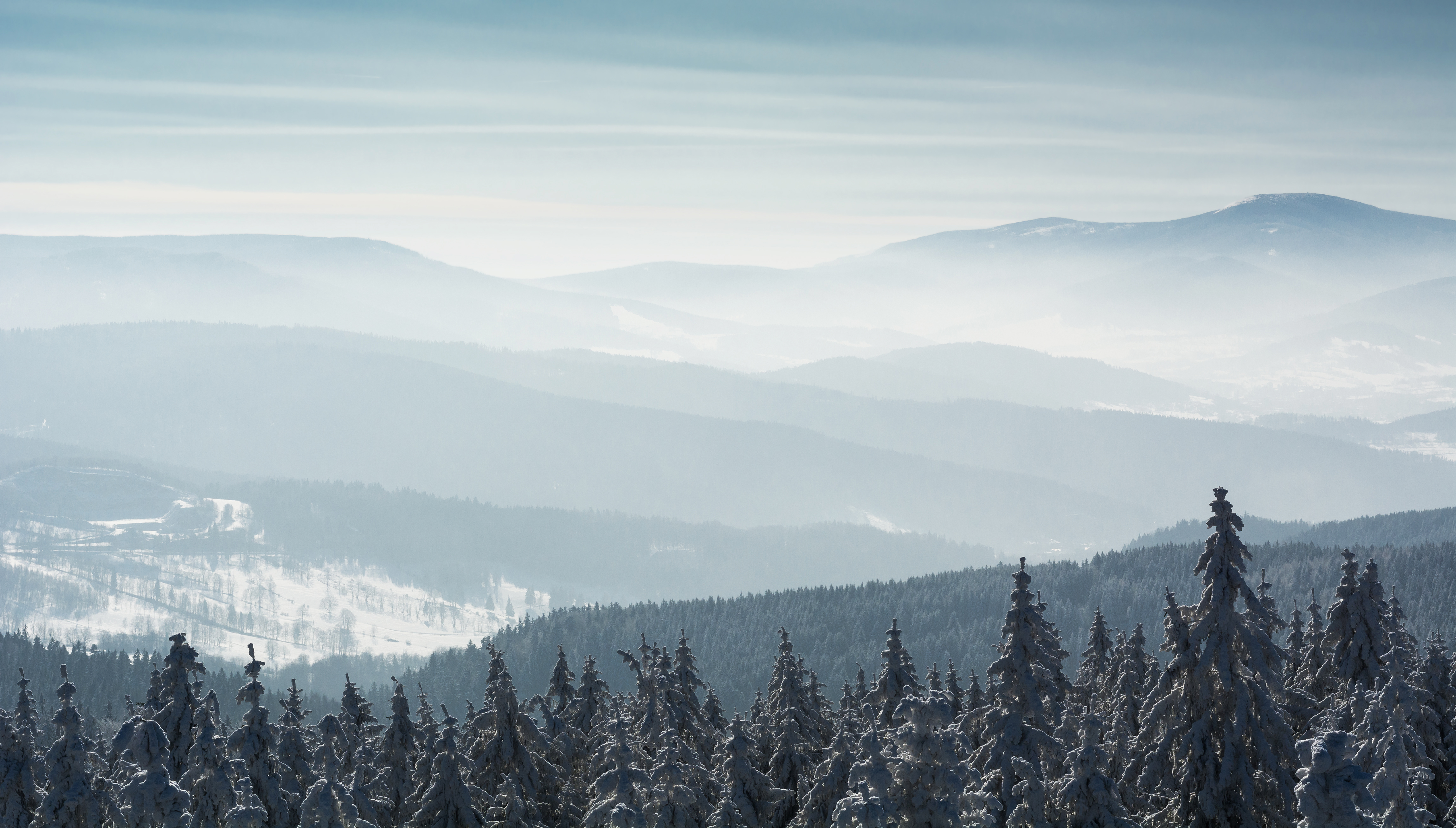
Góry Złote z Borówkowej
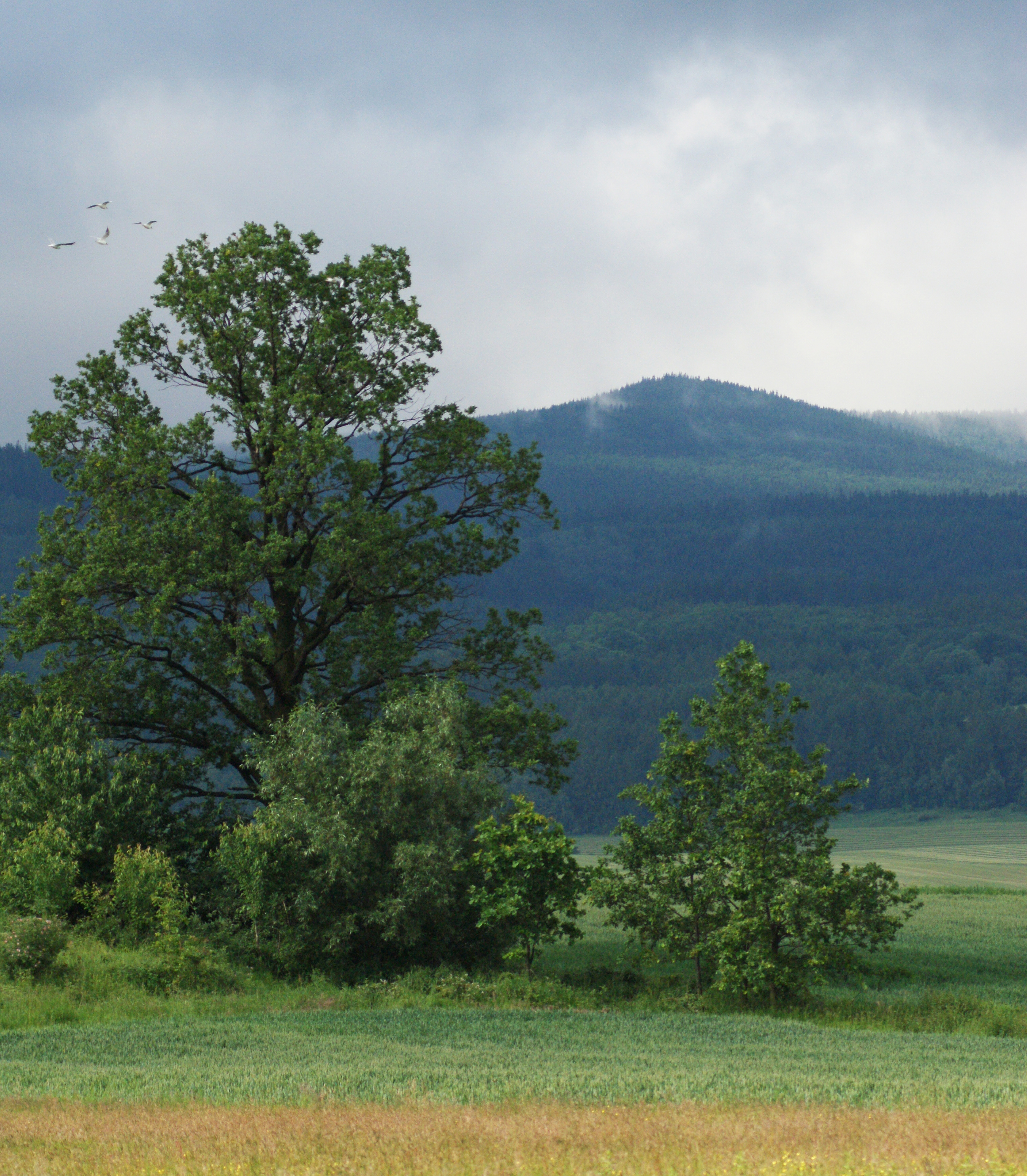
Widok ze wsi Kamienica
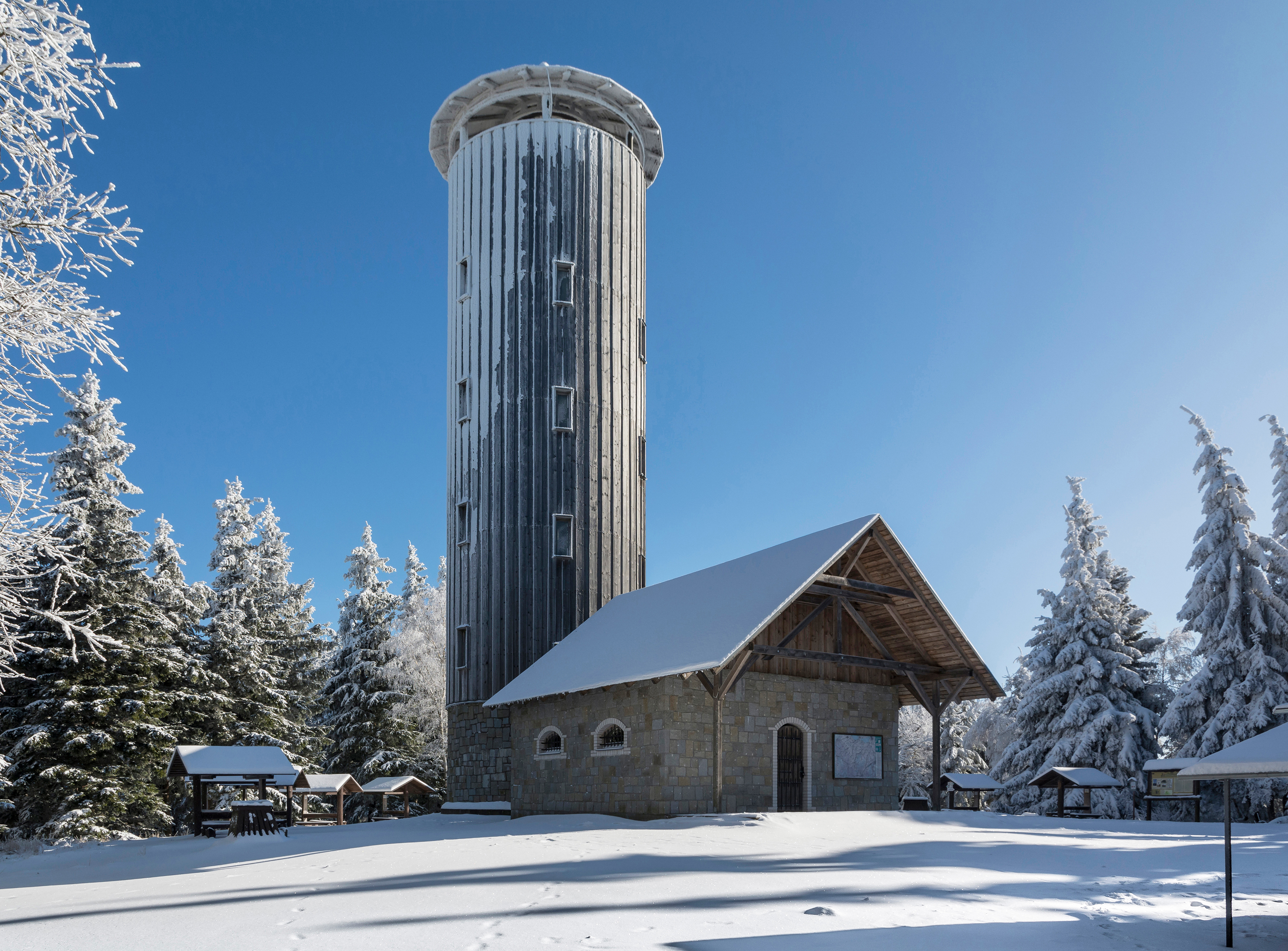
Wieża widokowa z 2006
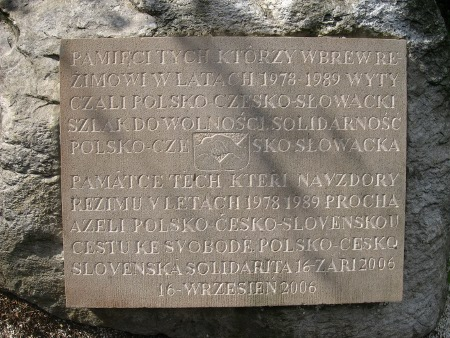
Tablica pamiątkowa
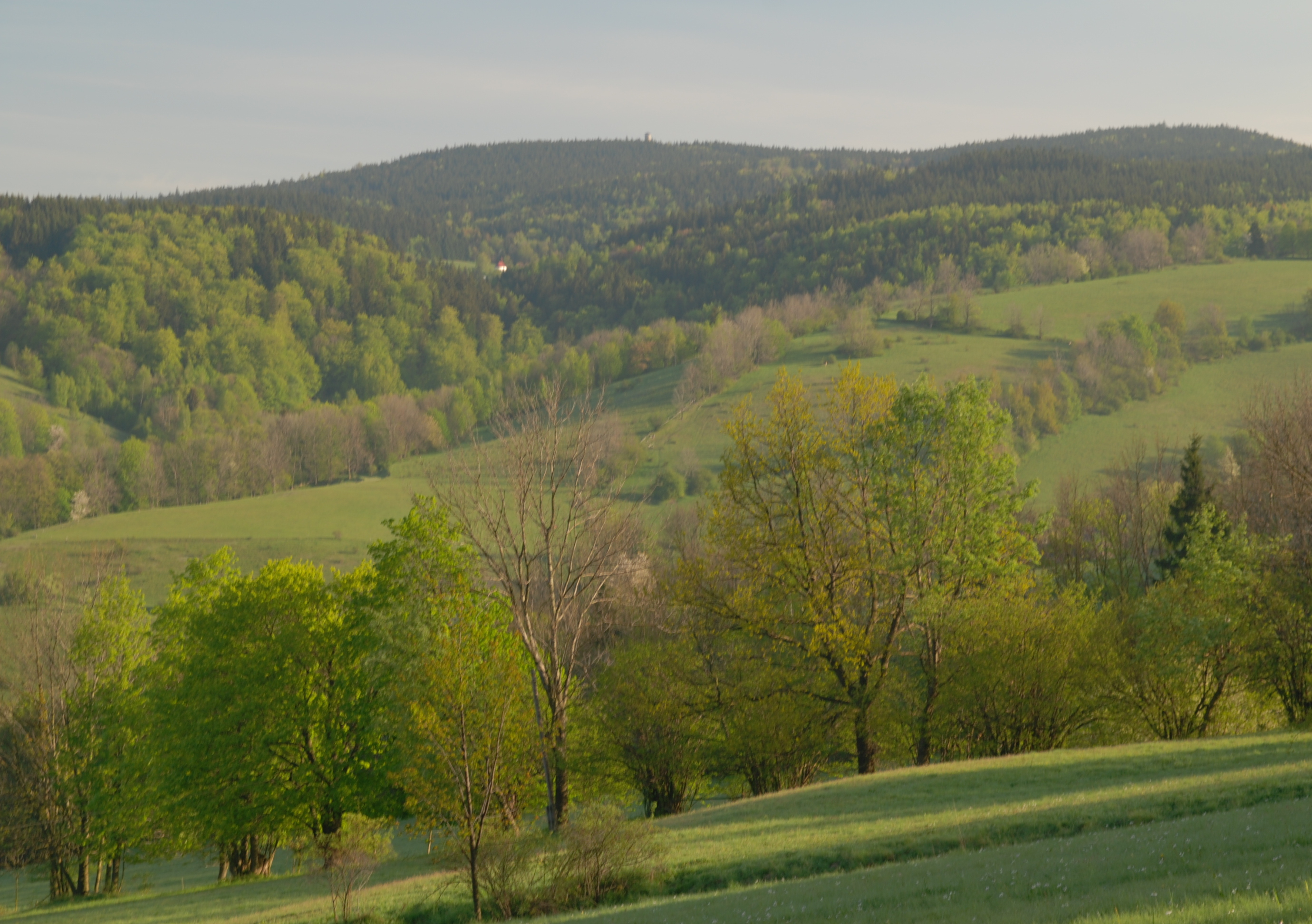
Widok z Lutyni
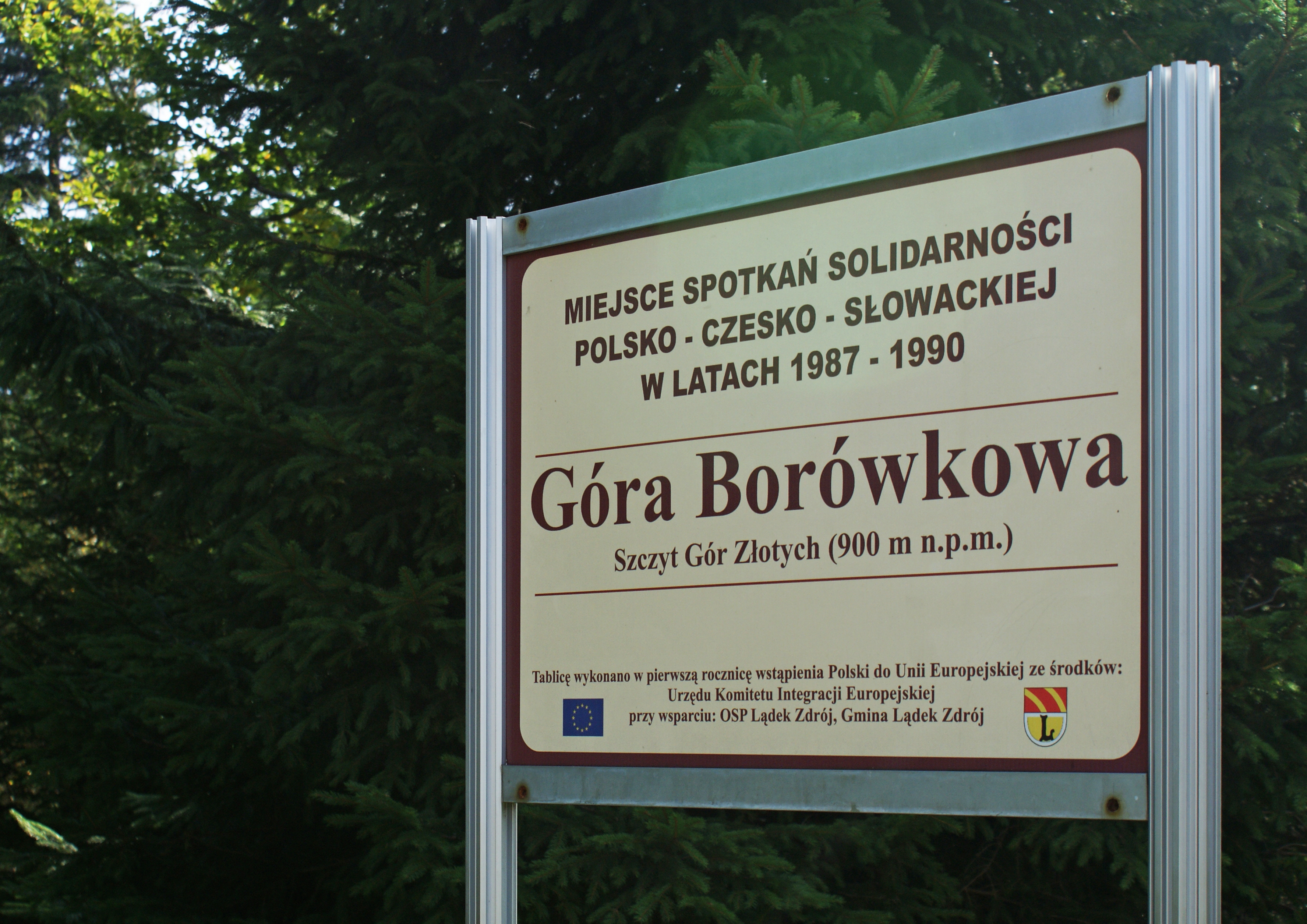
Tablica pamiątkowa - spotkania opozycji

## Szlaki turystyczne
Na szczyt prowadzi kilka znakowanych szlaków turystycznych:
- żółta ścieżka krajoznawcza biegnąca z Jawornika Wielkiego
- czerwona ścieżka krajoznawcza biegnąca pętlą z i do Lądka-Zdroju
- polski zielony z zamku Karpień do Złotego Stoku
- czeski niebieski ze wsi Travná
- czeski czerwony z Javorníka do Bilej Vody

Wieża widokowa jest otwarta dla turystów przez cały rok. Przy wieży znajduje się bar otwarty codziennie od czerwca do końca września, w październiku bar jest otwarty tylko w weekendy. Dla podróżujących autem dogodnym miejscem do zaparkowania jest Przełęcz Lądecka, gdzie do 2007 funkcjonowało przejście graniczne dla pieszych i rowerzystów.

## W kulturze popularnej
Widok na szczyt od strony północnej (z Kamienicy) znalazł się na okładce powieści pt. Góra Bogów Śmierci.